# Aniela Bogusławska
Aniela Bogusławska (właśc. Aniela Dąbrowska) (ur. 24 sierpnia 1874 w Warszawie, zm. 19 września 1931 tamże) – warszawska aktorka, poetka i pisarka.

## Życiorys
Aniela Bogusławska była prawnuczką Wojciecha Bogusławskiego, dyrektora Teatru Narodowego w Warszawie i żoną aktora Antoniego Bednarczyka.
Uczyła się w Klasie Dykcji i Deklamacji przy Warszawskim Towarzystwie Muzycznym. Była wychowanką m.in. Józefa Kotarbińskiego. W  wieku 17 lat, w roku 1891 występowała na koncertach odbywających się w Warszawskim Towarzystwie Muzycznym.
Zadebiutowała we lwowskim teatrze 29 lutego 1892 roku, jednak po pewnym czasie przeniosła się do Warszawy, gdzie została zatrudniona w Teatrze Rozmaitości, w którym występowała do 1924 roku.  W tymże roku została zaangażowana do Teatru Narodowego.
W roku 1916 była sekretarzem Zrzeszenia Artystów Teatru Rozmaitości. 1 lutego 1925 roku w lokalu ZASP obchodziła jubileusz 30-lecia pracy aktorskiej.
Tworzyła również poezje i sztuki dramatyczne.
Została pochowana na cmentarzu Powązkowskim w Warszawie (kwatera c-2-18).

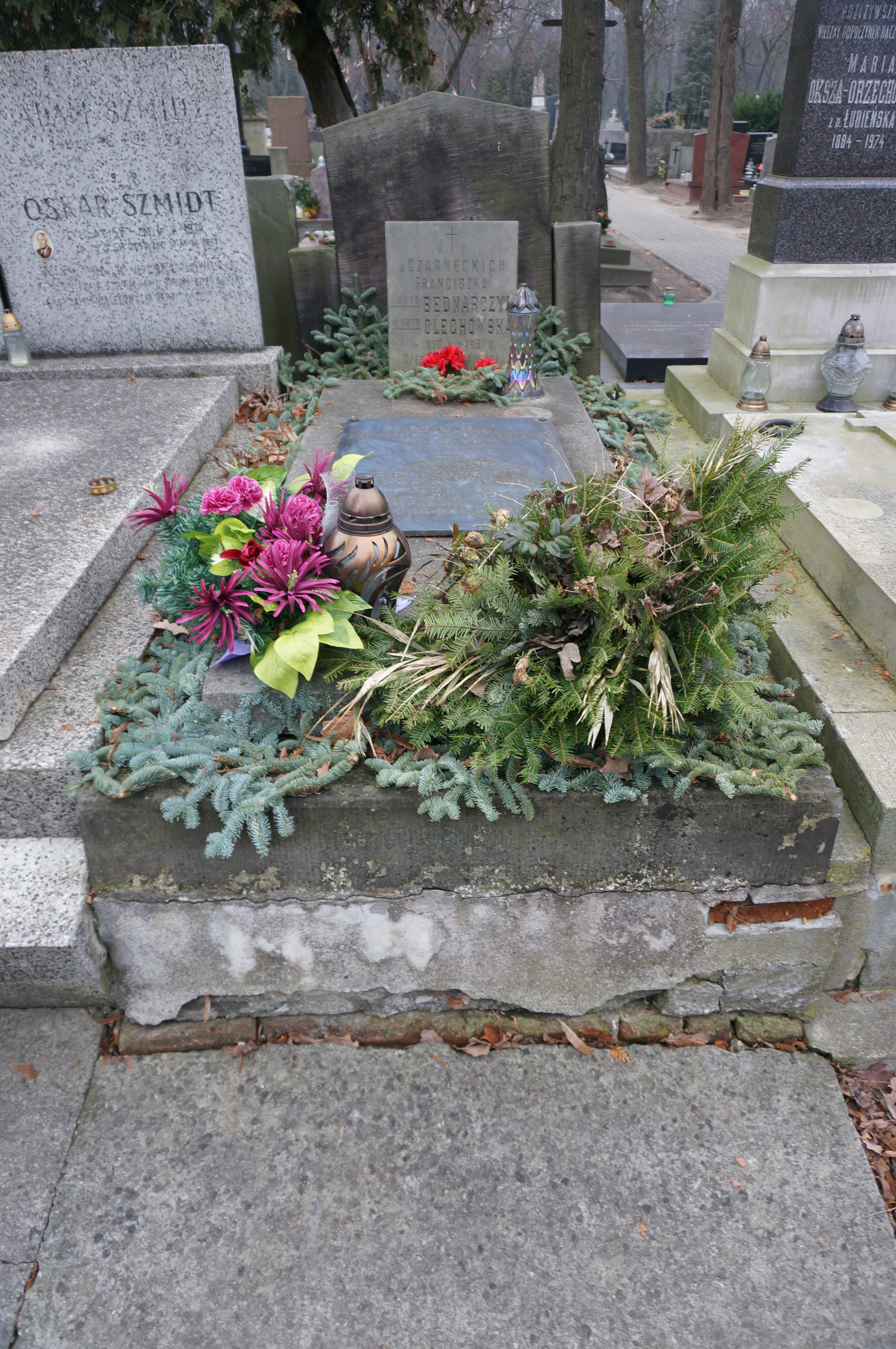
Grób Antoniego Bednarczyka i Anieli Bogusławskiej na cmentarzu Powązkowskim

## Najbardziej znane role
- 1911 – Sąd Boży
- 1911 – Dzieje grzechu
- 1912 – Krwawa dola
- 1924 – Skrzydlaty zwycięzca.